# Сухопутные войска Эквадора
Сухопутные войска Эквадора (исп. Ejército Ecuatoriano) — основной вид вооружённых сил Эквадора, отвечающий за наземные операции и территориальную оборону страны.

## История

### Колониальный период
История эквадорской армии берёт начало в испанский колониальный период, когда были созданы первые военные формирования для защиты Аудиенсии Кито. В 1740 году создан первый постоянный полк "Dragones de Quito".

### Война за независимость
В 1822 году эквадорские патриотические силы под командованием Антонио Хосе де Сукре сыграли ключевую роль в битве при Пичинче, обеспечив независимость от Испании.

### XIX век
После создания Республики Эквадор в 1830 году армия участвовала в:
- Граничном конфликте с Колумбией (1832)[4]
- Перуано-эквадорской войне (1858-1860)[5]

### XX век
Основные события:
- 1941 — Война с Перу (поражение и потеря территорий)
- 1981 — Пакетный конфликт с Перу
- 1995 — Война Альто-Сенепа (успешная оборона)

## Современная организация

### Дивизии
Сухопутные войска включают 5 оперативных командований:
- 1. 1-я Северная дивизия (Ибарра) — охрана северной границы
- 2. 2-я Западная дивизия (Гуаякиль) — прибрежная зона
- 3. 3-я Южная дивизия (Куэнка) — южные провинции
- 4. 4-я Центральная дивизия (Кито) — столичный регион
- 5. 5-я Морская дивизия — Галапагосские острова

### Спецподразделения
- 9-я бригада спецназа "ПАТРИЯ" (парашютисты, горные стрелки)
- Батальон №60 "Ивиас" (элитные бойцы джунглей из числа индейцев шуар)
- GEO (антитеррористическая группа)
- Речные патрули (12 катеров типа "Вектор")

### Армейская авиация
15-я авиационная бригада "Пакиша" включает:
- 43-я авиагруппа (транспортные вертолёты)
- 44-я авиагруппа (ударные вертолёты)
- 45-я авиагруппа (разведывательные)

## Техника и вооружение
| Тип        | Модель | Количество | Примечания               |
| ---------- | ------ | ---------- | ------------------------ |
| Танки      | AMX-13 | 120        | Модернизированы в 2010-х |
| БМП        | БМП-1  | 30         |                          |
| Артиллерия | Мста-Б | 12         |                          |
| РСЗО       | БМ-21  | 18         |                          |

## Международное сотрудничество
Эквадорская армия участвует в:
- Миссии ООН в Колумбии (с 2017)
- Совместных учениях с армиями США, Бразилии и Чили

## Командование
Высшее руководство:
- Верховный главнокомандующий — Президент Эквадора[7]
- Министр обороны — гражданское лицо
- Начальник Генштаба — генерал